# Casillas de Coria
Casillas de Coria es un municipio y localidad española de la provincia de Cáceres, en la comunidad autónoma de Extremadura. El término municipal tiene una población de 344 habitantes (INE 2024).

## Símbolos
El escudo de Casillas de Coria fue aprobado mediante el "Real Decreto 2536/1982, de 24 de septiembre, por el que se autoriza al Ayuntamiento de Casillas de Coria, de la provincia de Cáceres, para adoptar su escudo heráldico municipal", publicado en el Boletín Oficial del Estado el 8 de octubre de 1982 y aprobado por el ministro de Administración Territorial Luis Manuel Cosculluela Montaner tras la propuesta del ayuntamiento y la deliberación del Consejo de Ministros. El escudo se define oficialmente así:

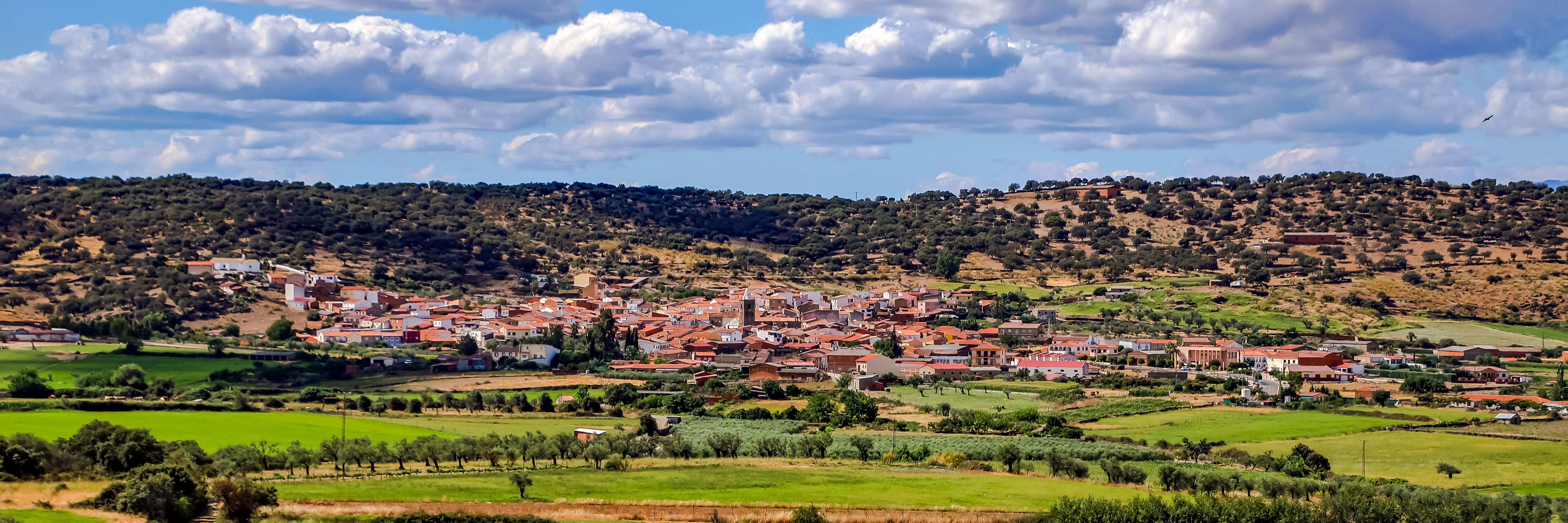
Panorámica

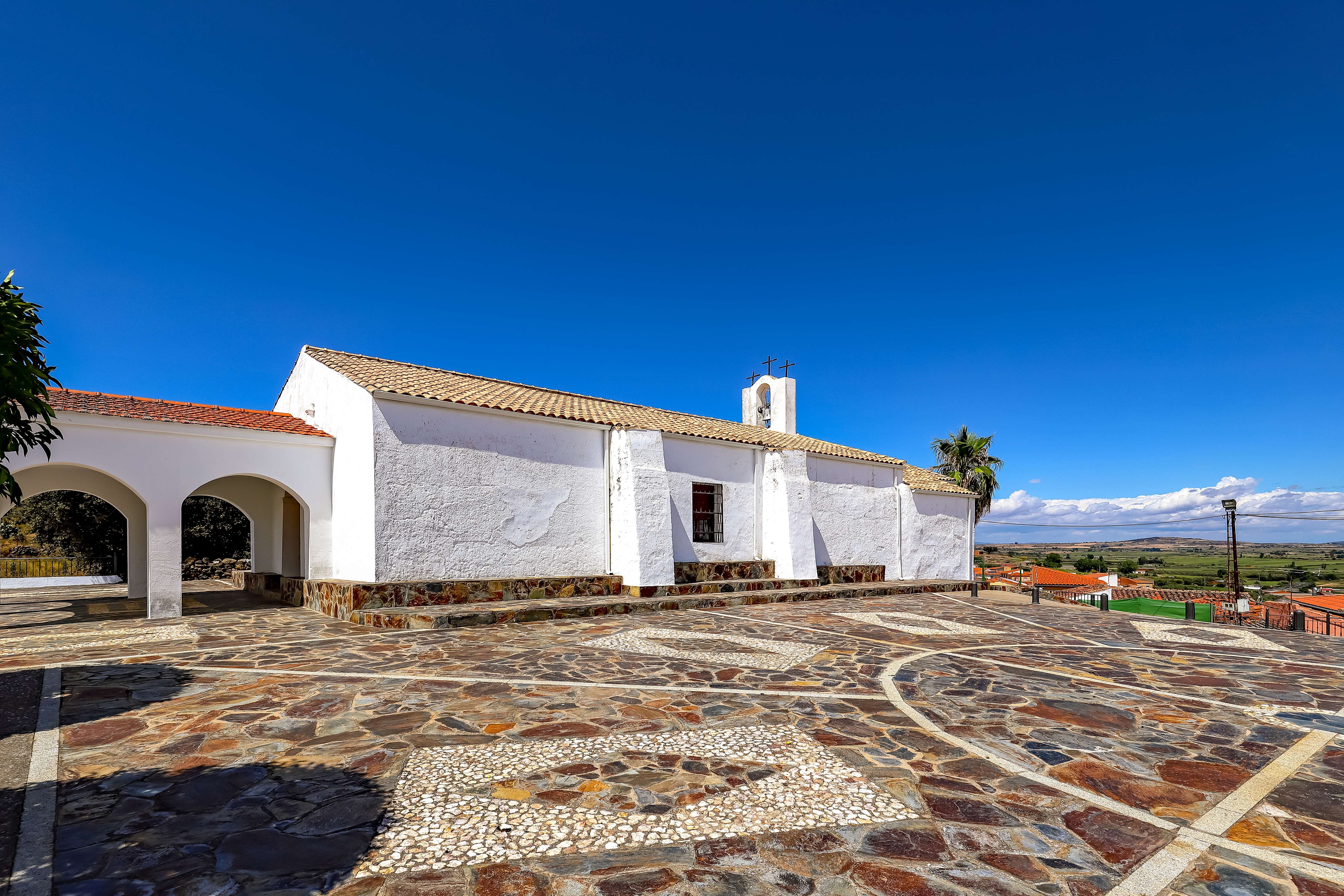
Ermita de San Blas

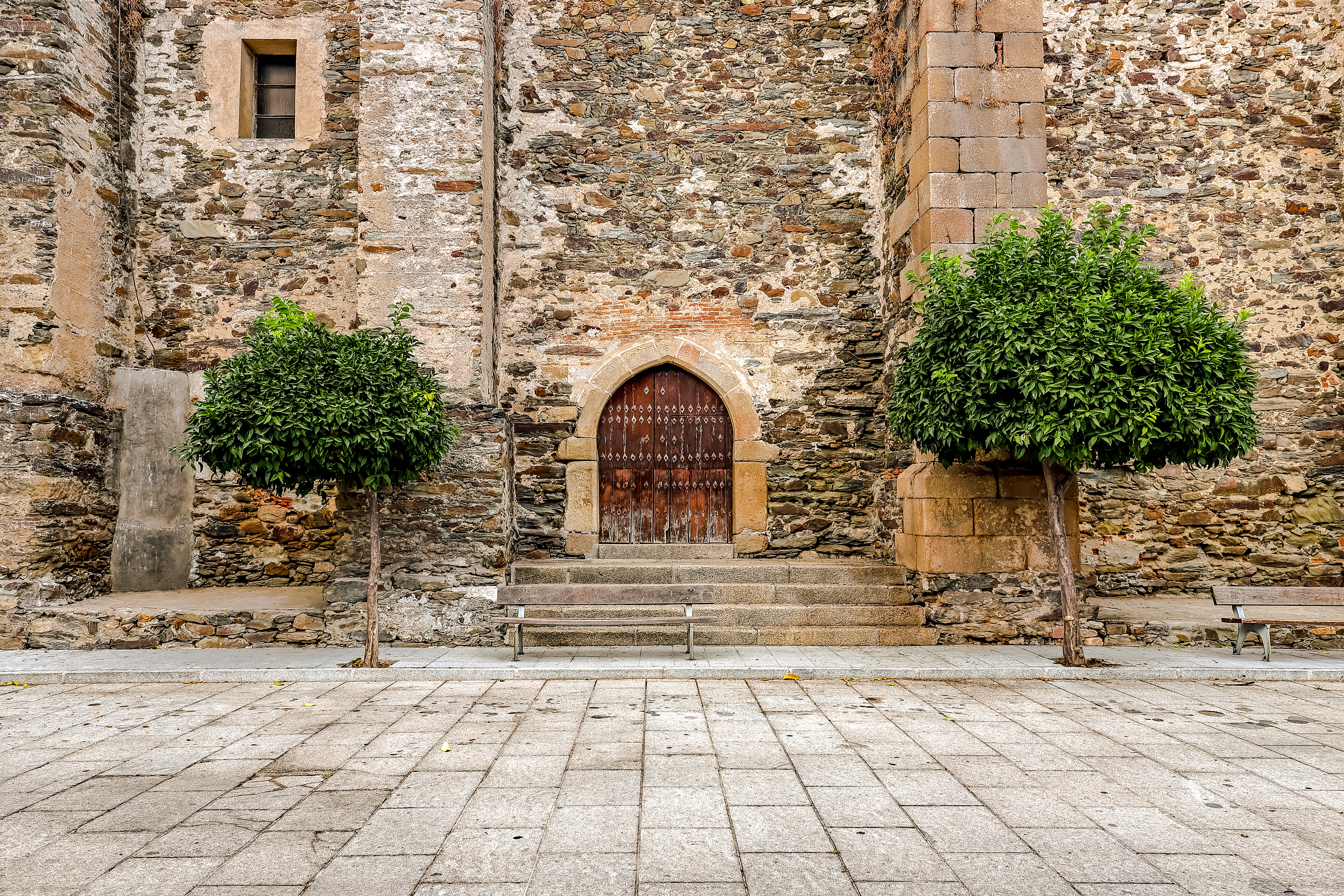
Iglesia de Nuestra Señora de Almocóbar

De plata, la palma de sinople, puesta en barra, enfilada de tres coronas de oro y acompañada de dos candados de sable. Al timbre, corona real cerrada.

## Geografía
La localidad dista 10,56 km de la ciudad de Coria. El término municipal de Casillas de Coria limita con:
- Moraleja al Norte y al oeste;
- Casas de Don Gómez y Coria al Este;
- Cachorrilla, Pescueza y Portaje al Sur.

## Historia
Se desconoce la fecha exacta de fundación del pueblo por la falta de documentos, pero se sabe que existía en el siglo XVI al construirse en dicho siglo la iglesia. Las fuentes orales señalan que el pueblo se fundó a partir de un grupo de personas que se dedicaban a cuidar zahúrdas y cuadras pertenecientes a vecinos de Coria y situadas en el lugar donde actualmente está Casillas. Casillas perteneció a la Tierra de Coria hasta el siglo XIX.
A la caída del Antiguo Régimen la localidad se constituyó en municipio constitucional en la región de Extremadura, partido judicial de Coria, entonces conocido como Casillas, que en el censo de 1842 contaba con 230 hogares y 1361 vecinos.
Hasta la reforma de la nomenclatura municipal de 1916 el municipio se llamaba simplemente Casillas. En dicha fecha su nombre fue modificado por el de Casillas de Coria.

## Demografía
Casillas de Coria cuenta con una población de 344 habitantes (INE 2024).
| Gráfica de evolución demográfica de Casillas de Coria entre 1842 y 2021 |
| |
| Población de derecho según los censos de población del INE Población de hecho según los censos de población del INEEn estos censos se denominaba Casillas: 1842, 1857, 1860, 1877, 1887, 1897, 1900 y 1910. |

## Economía
La población se dedica principalmente a la agricultura.

## Transportes
| Carretera              | Lugar de entrada al pueblo | Lugares a los que va        |
| ---------------------- | -------------------------- | --------------------------- |
| CC-59 Calle de Cáceres | Este de la localidad       | Lleva a Coria.              |
| Calle de las Huertitas | Norte de la localidad      | Lleva a Casas de Don Gómez. |

## Patrimonio
En Casillas de Coria se encuentran los siguientes monumentos religiosos:
- Iglesia de Nuestra Señora de Almocóbar o de la Asunción. Templo parroquial del siglo XVI;
- Ermita de San Blas, al oeste del pueblo;
- Ermita de San Cristóbal.

## Cultura

### Festividades
En Casillas de Coria se celebran las siguientes fiestas locales:
- San Blas, el 3 de febrero;
- Semana Santa;
- Romería de San Cristóbal, último domingo de abril;
- Virgen de Almocóbar, el 15 de agosto;
- San Ramón, el 31 de agosto;
- Chaquetía, el 1 de noviembre;
- Quintos, en extinción, antiguamente entre el 27 de diciembre y Nochevieja.

### Gastronomía
Los principales platos de la localidad son el gazpacho extremeño, las migas y el cordero o cabrito en pepitoria.